# 加普区
加普区（法語：arrondissement de Gap）是法国上阿尔卑斯省所辖的一个区。总面积3410.5平方公里，总人口106498，人口密度31人/平方公里（2018年）。主要城镇为加普。

## 辖区
加普区辖有126个市镇。